# Дубровки (Дмитровський міський округ)
Дубро́вки (рос. Дубровки) — присілок у складі Дмитровського міського округу Московської області, Росія.
Стара назва — Дубровка.

## Історія
1598 року присілок купив князь Михайло Васильович Білосельський. У смутні часи на Дубровки претендував Тимофій Васильович Грязноє і навіть отримав від польського короля Сигізмунда ІІІ лист на старовинну вотчину його батька у Вишегородському стані присілок Дубровки з селами.

## Населення
Населення — 1119 осіб (2010; 90 у 2002).
Національний склад (станом на 2002 рік):
- росіяни — 96 %

## Пам'ятки архітектури
У присілку є пам'ятка історії місцевого значення — братська могила радянських воїнів, які загинули у 1941—1942 роках. Також у присілку збереглася церква Сходження Святого Духа збудована у 1823 році.